# Värmskog Strand
Värmskog Strand är en utbredd bebyggelse vid västra stranden av Värmeln i Värmskogs socken i Grums kommun. Mellan 2015 och 2020 avgränsade SCB för bebyggelsen vid Strandvägen en småort.